# Чесновицкий, Сергей Александрович
Сергей Александрович Чесновицкий (бел. Сяргей Часнавіцкі; род. 20 марта 1976, Минск) — белорусский волейболист и волейбольный тренер. Главный тренер женской сборной Беларуси по волейболу и клуба «Минчанка».

## Карьера
Родился 20 марта 1976 года. С 2002 по 2010 год играл в клубе «Коммунальник-Могилёв».
С 2014 года является тренером.
С января 2020 года являлся помощником главного тренера ЖВК «Динамо-Метар». 
С марта 2020 года — и.о. главного тренера, с 13 апреля по 13 ноября 2020 года — главный тренер ЖВК «Динамо-Метар».
С ноября 2020 года являлся советником генерального директора по формированию системы взаимодействия основной команды, молодежной и спортивной школы ЖВК Динамо-Метар. 
С 2018 по 2019 и с 2022 по 2023 год являлся главным тренером ЖВК «Коммунальник-Могилёв» (Могилёв, Беларусь). В сезоне 2022/2023 с командой стал бронзовым призером Высшей лиги Беларуси. 
С 2023 года являлся главным тренером ЖВК «Гянджа». В сезоне 2023/2024 с командой вышел в финал Кубка Азербайджана. 7 мая 2024 года соглашение было продлено на год. 12 мая 2025 года контракт был расторгнут.
Главный тренер женской сборной Беларуси по волейболу (с 14 сентября 2022).
Мастер спорта Беларуси по волейболу. 